# Belgische kriel
De Belgische kriel is een kriel van Belgische afkomst.

## Achtergrond
De Belgische kriel werd vanaf 1900 in de omgeving van Luik gekweekt door selectie uit lokale krielen. Naast de Belgische kriel werd tegelijk de Bassette gekweekt uit lokale krielen. In die periode werden in verschillende landen soortgelijke krielrassen gekweekt; in Nederland bijvoorbeeld de Hollandse kriel. De ongespecificeerde lokale krielen worden in Vlaanderen Engelse kippen (Engelse kiekens, Engelse kiekskes) genoemd.

De rasstandaard voor de Belgische kriel werd vastgelegd in 1934. In 2000 werd de Landsbond van Fokkers van Neerhofdieren erkend voor het bijhouden van het register voor het ras. Het ras is vooral verspreid in Vlaanderen, weinig in Wallonië en Nederland.

## Populatie Belgische kriel
In 2025 werd een eerste telling uitgevoerd door Jean Kiala-Inkisi met betrekking tot de Belgische Kriel. De gegevens werden verzameld via het Vlaamse fokkersboek, het Waalse fokkersboek en via navraag binnen een Facebookgroep voor liefhebbers van Belgische neerhofdieren.
Uit deze inventarisatie bleek dat er in België 14 actieve fokkers zijn van de Belgische Kriel, met in totaal 295 bevestigde dieren. Daarnaast zijn er naar schatting nog zo’n 100 dieren bij particuliere houders die niet actief met het ras fokken.
In de Democratische Republiek Congo werd een eerste fokker geregistreerd, met een populatie van ongeveer 15 dieren.
| Jaar | Land                          | Actieve fokkers | Aantal Belgische Krielen (bij fokkers) | Aantal bij particulieren | Totale populatie |
| ---- | ----------------------------- | --------------- | -------------------------------------- | ------------------------ | ---------------- |
| 2025 | België                        | 14              | 295                                    | ~100                     | ~395             |
| 2025 | Democratische Republiek Congo | 1               | 15                                     | 0                        | 15               |
| 2025 | Totaal wereldwijd             | 15              | 310                                    | 100                      | 410              |

## Uiterlijk
De Belgische kriel is een klein, sierlijk ras, iets groter dan de Hollandse kriel. Een haan weegt 550 tot 650 gram, een hen 500 tot 550 gram. Ze onderscheiden zich van een aantal andere krielrassen door hun rode oortjes.
De rug is kort en gaat vloeiend over in de staart. De staart van de haan is volbevederd.
De benen zijn blauw. Belgische kriel heeft een enkele kam. Hiermee onderscheidt ze zich van de Waasse kriel, die een rozenkam heeft.

### Officieel erkende kleurslagen
Hoewel de patrijskleur het meest voorkomt, zijn er bij de Belgische Kriel ook enkele andere, zij het zeldzame, kleurslagen bekend. In verschillende landen wordt dit ras erkend in diverse kleurslagen. De belangrijkste bonden die deze erkenningen vastleggen, zijn:
- Vlaams Interprovinciaal Verbond van Fokkers van Neerhofdieren (VIVFN) – België [8]
- Kleindier Liefhebbers Nederland (KLN) – Nederland[9][10][11]
- African Ornamental Breeders Association (AOBA) – Afrika[12]

| Kleurslag                         | België (VIVFN) | Nederland (KLN) | Afrika (AOBA)  |
| --------------------------------- | -------------- | --------------- | -------------- |
| Patrijs (Goudpatrijs)             | ✔              | ✔               | ✔              |
| Zilverpatrijs                     | ✔              | ✔               | ✔              |
| Witpatrijs                        | ✔              | ❌              | ✔              |
| Geelpatrijs                       | ✔              | ❌              | ✔              |
| Blauwpatrijs                      | ✔              | ❌              | ✔              |
| Blauwzilverpatrijs                | ✔              | ❌              | ✔              |
| Roodgeschouderdblauwzilverpatrijs | ✔              | ❌              | ✔              |
| Roodgeschouderdzilverpatrijs      | ✔              | ❌              | ✔              |
| Zwart                             | ✔              | ❌              | ✔              |
| Blauw                             | ✔              | ❌              | ✔              |
| Wit                               | ✔              | ❌              | ✔              |
| Tarwe                             | ✔              | ❌              | ✔              |
| Zilvertarwe                       | ✔              | ❌              | ✔              |
| Blauwtarwe                        | ❌             | ❌              | ✔ (sinds 2025) |
| Spatblauw (Splash)                | ❌             | ❌              | ✔ (sinds 2025) |
| Vuilwit                           | ❌             | ❌              | ✔ (sinds 2025) |
| Zalm                              | ❌             | ❌              | ✔ (sinds 2025) |
| Bronsstaart/Chocolade             | ❌             | ❌              | ✔ (sinds 2025) |

## Eigenschappen
De Belgische kriel is een sierras. De kippen kunnen goed vliegen; daarom laat men ze vrij loslopen, ofwel overdekt in de ren. Het is een sterk ras dat weinig eisen stelt en op een kleine oppervlakte gehouden kan worden. Ze kunnen gemakkelijk tam gemaakt worden als ze in een kooi gehouden worden. Als men ze los laat lopen, laten ze zich moeilijk dichtbij benaderen. Bij vrije loop kunnen zonder problemen meerdere hanen gehouden worden.

De Belgische kriel wordt zelden gehouden voor de eieren. De hen legt jaarlijks ongeveer 120 witte eitjes van ongeveer 30 gram. Als men ze los laat lopen, zullen ze de eitjes verstoppen.
De hennetjes zijn goede broedsters.